# Homo ergaster
Homo ergaster és una espècie extinta d'homínid que visqué fa entre 1,8 i 1,4 milions d'anys (les dates varien segons els autors, mètodes de datació, etc.). Per a algunes autoritats, és considerat com a variant d'Homo erectus. H. erectus, com a espècie diferenciada de H. ergaster, hauria viscut fa entre 1,7 milions d'anys i 300.000 anys.
El nom de l'espècie prové del grec ergaster, que significa ‘treballador’. Aquest nom fou elegit després del descobriment de diverses eines com una destral de mà i un tallant a la vora de l'esquelet de H. ergaster.
Les diferències entre Homo ergaster i H. erectus serien:
- H. ergaster apareix a l'Àfrica, des d'on s'estengué fins a l'Orient Pròxim, mentre que H. erectus es troba a l'est d'Àsia (sempre limitat a la franja tropical). H. ergaster és la primera espècie del gènere Homo que es troba fora del continent africà.

- Anatòmicament, H. ergaster presenta una cúpula cranial més alta i una estructura facial i corporal més fina que H. erectus.

- H. ergaster se sol associar amb dates anteriors.

L'opinió més generalitzada és que H. ergaster, i no pas H. erectus, és l'avantpassat de l'ésser humà actual, mitjançant Homo antecessor (l'home d'Atapuerca), que seria l'avantpassat comú de l'home de Neanderthal (Homo neanderthalensis) i de l'ésser humà actual (Homo sapiens).
S'ha documentat la seva presència al Garraf en els últims 1.500.000 anys.